# Satz von Lochs
In der Zahlentheorie ist der Satz von Lochs ein Satz über die Konvergenzgeschwindigkeit von Kettenbruchdarstellungen reeller Zahlen. Der Satz wurde 1964 von Gustav Lochs bewiesen. Danach ist die Kettenbruchschreibweise nur etwas effizienter als die Dezimalzahlendarstellung.

## Der Satz
Der Satz besagt, dass für fast alle reellen Zahlen in dem Intervall {\displaystyle (0,1)} die Anzahl der Terme {\displaystyle m} der Kettenbruchdarstellung einer Zahl, die dazu benötigt wird, die ersten {\displaystyle n} Stellen der Dezimaldarstellung der Zahl darzustellen, sich asymptotisch wie folgt verhält:
{\displaystyle \lim _{n\to \infty }{\frac {m}{n}}={\frac {6\cdot \ln 2\cdot \ln 10}{\pi ^{2}}}=0{,}970270114...}
(Nachkommastellen des Wertes: Folge A086819 in OEIS)
Die Menge der Zahlen, für die dies nicht gilt, hat das Lebesgue-Maß Null.
Da dieser Grenzwert nur wenig kleiner ist als 1, kann man sagen, dass jeder neue Term in der Kettenbruchdarstellung einer „normalen“ reellen Zahl die Genauheit der Darstellung um etwa (gut) eine Dezimalstelle erhöht. Für die Kreiszahl {\displaystyle \pi } etwa führen 968 Teilnenner der Kettenbruchentwicklung zu einer Genauigkeit von 1000 Dezimalstellen (vgl. Pi-Kettenbruchdarstellung).

## In anderen Stellenwertsystemen
Das Dezimalsystem ist das letzte Stellenwertsystem, in dem eine neue Ziffer weniger „Wert“ bringt als ein neuer Quotient der Kettenbruchdarstellung; im Elfersystem (ersetze {\displaystyle \ln 10} durch {\displaystyle \ln 11} in der Formel) ist der Wert etwas größer als 1:
| Basis des Stellenwertsystems | Grenzwert (Eine neue Stelle im Stellenwertsystem entspricht im Mittel … Teilnennern in der Kettenbruchdarstellung) |
| ---------------------------- | --- |
| 2                            | 0,2920804083… |
| 3                            | 0,4629364943… |
| 4                            | 0,5841608166… |
| …                            | |
| 10                           | 0,9702701143… |
| 11                           | 1,0104321997… |
| 12                           | 1,0470973110… |
| 13                           | 1,0808259438… |
| …                            | |
| 20                           | 1,2623505227… |
| 100                          | 1,9405402287… |
| {\displaystyle \to \infty }  | {\displaystyle \to \infty }                                                                                        |

## Weiteres
Der Kehrwert des Grenzwertes für das Dezimalsystem, also
{\displaystyle {\frac {\pi ^{2}}{6\cdot \ln 2\cdot \ln 10}}=1{,}03064083...},
ist das Doppelte des Zehner-Logarithmus der Lévyschen Konstante.